# Algernon Seymour, XV duca di Somerset
Algernon Seymour (Bath, 22 luglio 1846 – Maiden Bradley, 22 ottobre 1923) è stato un nobile britannico.

## Biografia
Era figlio di Algernon Seymour, XIV duca di Somerset e di Horatia Morler.
Prestò servizio nella marina sulla HMS Britannia per poi unirsi al King's Royal Rifle Corps e prendere parte alla spedizione di Wolseley nel 1870.
Dopo aver lasciato l'esercito passò diversi anni in un ranch negli Stati Uniti d'America.
Nel 1894 ereditò dal padre il titolo ducale e votò spesso nella Camera dei Lords, sebbene raramente parlasse. Divenne presidente delle Dr Barnardo's Homes, un'organizzazione benefica sostenuta sia da lui che dalla moglie per diversi anni.
Dopo la sua morte nel 1923 divenne duca di Somerset un lontano nipote, Edward Seymour.

## Matrimonio
Il 5 settembre 1877 a Forres sposò Susan Margaret Richards Mackinnon, figlia di Charles Mackinnon di Corriechatachan; la coppia non ebbe figli.

## Ascendenza
|                                        |              |                                         | Genitori                                       |  |  | Nonni |  |  | Bisnonni                         |  |  | Trisnonni                             |  |
|                                        |              |                                         |                                                |  |  |       |  |  | Webb Seymour, X duca di Somerset |  |  | Edward Seymour, VIII duca di Somerset |  |
|                                        |              |                                         |                                                |  |  |       |  |  | Webb Seymour, X duca di Somerset |  |  | Edward Seymour, VIII duca di Somerset |  |
|                                        |              | Mary Webb                               |                                                |  |  |       |  |  | Webb Seymour, X duca di Somerset |  |  |                                       |  |
| Edward Seymour, XI duca di Somerset    |              |                                         |                                                |  |  |       |  |  | Webb Seymour, X duca di Somerset |  |  |                                       |  |
|                                        |              | Mary Anne Bonnel                        | John Bonnell                                   |  |  |       |  |  |                                  |  |  |                                       |  |
|                                        |              | Mary Anne Bonnel                        | John Bonnell                                   |  |  |       |  |  |                                  |  |  |                                       |  |
|                                        |              | Mary Anne Bonnel                        | Mary                                           |  |  |       |  |  |                                  |  |  |                                       |  |
| Algernon Seymour, XIV duca di Somerset |              | Mary Anne Bonnel                        |                                                |  |  |       |  |  |                                  |  |  |                                       |  |
|                                        |              | Archibald Hamilton, IX duca di Hamilton | James Hamilton, V duca di Hamilton             |  |  |       |  |  |                                  |  |  |                                       |  |
|                                        |              | Archibald Hamilton, IX duca di Hamilton | James Hamilton, V duca di Hamilton             |  |  |       |  |  |                                  |  |  |                                       |  |
|                                        |              | Archibald Hamilton, IX duca di Hamilton | Anne Spencer                                   |  |  |       |  |  |                                  |  |  |                                       |  |
| Lady Charlotte Douglas-Hamilton        |              | Archibald Hamilton, IX duca di Hamilton |                                                |  |  |       |  |  |                                  |  |  |                                       |  |
|                                        |              | Lady Harriet Stewart                    | Alexander Stewart, VI conte di Galloway        |  |  |       |  |  |                                  |  |  |                                       |  |
|                                        |              | Lady Harriet Stewart                    | Alexander Stewart, VI conte di Galloway        |  |  |       |  |  |                                  |  |  |                                       |  |
|                                        |              | Lady Harriet Stewart                    | Lady Catherine Cochrane                        |  |  |       |  |  |                                  |  |  |                                       |  |
| Algernon Seymour, XV duca di Somerset  |              | Lady Harriet Stewart                    |                                                |  |  |       |  |  |                                  |  |  |                                       |  |
|                                        | Isaac Morier | Isaac Augustin François Morier          |                                                |  |  |       |  |  |                                  |  |  |                                       |  |
|                                        | Isaac Morier | Isaac Augustin François Morier          |                                                |  |  |       |  |  |                                  |  |  |                                       |  |
|                                        | Isaac Morier | Jeanne Pernette Barbey                  |                                                |  |  |       |  |  |                                  |  |  |                                       |  |
| John Philip Morier                     | Isaac Morier |                                         |                                                |  |  |       |  |  |                                  |  |  |                                       |  |
|                                        |              | Elisabeth Clara van Lennep              | David George van Lennep                        |  |  |       |  |  |                                  |  |  |                                       |  |
|                                        |              | Elisabeth Clara van Lennep              | David George van Lennep                        |  |  |       |  |  |                                  |  |  |                                       |  |
|                                        |              | Elisabeth Clara van Lennep              | Anna Maria Leytstar                            |  |  |       |  |  |                                  |  |  |                                       |  |
| Horatia Isabella Harriet Morier        |              | Elisabeth Clara van Lennep              |                                                |  |  |       |  |  |                                  |  |  |                                       |  |
|                                        |              | Lord Hugh Seymour                       | Francis Seymour-Conway, I marchese di Hertford |  |  |       |  |  |                                  |  |  |                                       |  |
|                                        |              | Lord Hugh Seymour                       | Francis Seymour-Conway, I marchese di Hertford |  |  |       |  |  |                                  |  |  |                                       |  |
|                                        |              | Lord Hugh Seymour                       | Lady Isabella FitzRoy                          |  |  |       |  |  |                                  |  |  |                                       |  |
| Horatia Maria Frances Seymour          |              | Lord Hugh Seymour                       |                                                |  |  |       |  |  |                                  |  |  |                                       |  |
|                                        |              | Lady Anne Horatia Waldegrave            | James Waldegrave, II conte Waldegrave          |  |  |       |  |  |                                  |  |  |                                       |  |
|                                        |              | Lady Anne Horatia Waldegrave            | James Waldegrave, II conte Waldegrave          |  |  |       |  |  |                                  |  |  |                                       |  |
|                                        |              | Lady Anne Horatia Waldegrave            | Mary Walpole                                   |  |  |       |  |  |                                  |  |  |                                       |  |
|                                        |              | Lady Anne Horatia Waldegrave            |                                                |  |  |       |  |  |                                  |  |  |                                       |  |